# Spitzkoppe
De Spitzkoppe (ook bekend als Spitzkop) is een granieten eilandberg in de Namibwoestijn (Namibië). Deze steekt zo'n 700 meter boven het omliggende landschap uit en de top ligt op 1.784 meter boven zeeniveau.
Het is niet duidelijk wanneer de berg voor het eerst beklommen is. Waarschijnlijk gebeurde dit in 1946. Er zijn wel meldingen van eerdere beklimmingen maar deze worden betwijfeld.